# Надишень
На́дишень — село в Україні, у Білогірській селищній громаді Шепетівського району Хмельницької області. До 2020 орган місцевого самоврядування — Вікнинська сільська рада.

## Географія
Село розташоване на правому березі річки Бензюривкі.

## Історія
У 1906 році хутір Перерославської волості Острозького повіту Волинської губернії. Відстань від повітового міста 26 верст, від волості 9. Дворів 15, мешканців 104.
7 (20) листопада 1917 року, відповідно до Третього Універсалу Української Центральної Ради, увійшло до складу Української Народної Республіки.
12 червня 2020 року, відповідно до розпорядження Кабінету Міністрів України № 727-р «Про визначення адміністративних центрів та затвердження територій територіальних громад Хмельницької області», увійшло до складу Білогірської селищної громади.
19 липня 2020 року, в результаті адміністративно-територіальної реформи та ліквідації Білогірського району, село увійшло до складу новоутвореного Шепетівського району.

## Населення
Населення села за переписом 2001 року становило 127 осіб, в 2011 році — 117 осіб.